# تصنيف الزمر المنتهية البسيطة
في الرياضيات، تصنيف الزمر المنتهية البسيطة (بالإنجليزية: Classification of finite simple groups)‏ هو نظرية تقرر أن كل زمرة منتهية بسيطة تنتمي إلى واحدة من الفئات الأربع المذكورة أدناه. يمكن اعتبار هذه الـزمر حجر الأساس لكل الزمر المنتهية، تمامًا مثلما تُعد الأعداد الأولية حجر الأساس للأعداد الطبيعية. إن مبرهنة جوردان–هولدر هي طريقة دقيقة لإقرار هذه الحقيقة عن الزمر المنتهية.
يحتوي البرهان على النظرية على عشرات الآلاف من الصفحات في مئات من مقالات الصحف لمئات المؤلفين، ونُشرت غالبًا بين عامي 1955 و2004. ويقوم كلٌ من غورينشتاين (ت 1922) وليونز، وسولومون بنشر نسخة مبسطة ومنقحة من الدليل بصورة تدريجية.

## تاريخ البرهان

### برنامج غورينشتاين
في عام 1972، أعلن غورنشتاين (1979, Appendix) عن برنامج لإتمام تصنيف الزمر المنتهية البسيطة، تضم الخطوات الست عشرة التالية:
1. الزمر من الرتبة الثانية المنخفضة. قام غورينشتاين وهارادا (Harada) بذلك في الأساس، وهما اللذان صنفا الزمر في الرتبة القطاعية الثانية و4 على الأكثر. إن أغلب حالات الرتبة الثانية تمت في الوقت الذي أعلن فيه غورينشتاين عن برنامجه.
2. البساطة الجزئية لطبقتين. تكمن المشكلة في إثبات أن طبقتي بؤرة الالتفاف في زمرة بسيطة هو بساطة جزئية.
3. الشكل القياسي في السمة الفردية. إذا كانت زمرة ما تتسم بالتفاف ذي مكونين، فهي زمرة من نوع لي (Lie) من السمة الفردية، ويتمثل الهدف في إثبات أن لديها بؤرة التفاف في «شكل قياسي» مما يعني أن بؤرة الالتفاف بها مكوِّن من نوع لي في السمة الغريبة وأيضًا بها بؤرة من رتبة 2.
4. تصنيف الزمر من النوع الفردي. تكمن المشكلة في إثبات أنه إذا كان لدى زمرةٍ ما بؤرة التفاف في «الشكل القياسي»، فهي زمرة من نوع لي من النوع الفردي. وقام أشباشر (Aschbacher) بحل ذلك من خلال نظرية الالتفاف الكلاسيكي.
5. الشكل شبه القياسي
6. التفافات مركزية
7. تصنيف الزمر المتعاقبة.
8. بعض الزمر المتقطعة
9. الزمر الصغيرة. قام أشباشر في عام 1978 بتصنيف الزمر المنتهية الصغيرة، تلك الزمر ذات الرتبة 2 p وعلى الأكثر 1 للأعداد الأولية الفردية p.
10. الزمر التي تحتوي على زميرة p قوية للp الفردي
11. طريقة المدلل الإشاري للأعداد الأولية الفردية. تتمثل المشكلة الأساسية في إثبات نظرية المدلل الإشاري للمدللات الإشارية غير القابلة للحل. حيث قام ماك برايد (McBride) بحل ذلك في 1982.
12. الزمر من نوع p. تلك هي مشكلة الزمر التي تحتوي على زميرات مشتملة بقوة علىpوعدد فردي p، وهو ما تناوله أشباشر.
13. الزمر شبه الصغيرة. إن الزمرة شبه الصغيرة هي تلك التي تحتوي زميراتها -2 على رتبة -p وعلى الأكثر 2 لكل الأعداد الفردية p، وتتمثل المشكلة في تصنيف البسيط منها من نوع 2. قام أشباشر وسميث بإتمام ذلك في 2004.
14. الزمر من رتبة -2 المنخفضة -3. قام أشباشر بحل هذا من خلال نظرية انقسام إلى ثلاثة أجزاء للزمر ذات e(G)=3.إن التغيير الأساسي هو أن رتبة 2 -3 قد تم استبدالها برتبة 2 p للأعداد الفردية.
15. مراكز ذات 3 عناصر في الشكل المعياري. تم ذلك بشكل أساسي من خلال نظرية انقسام إلى ثلاثة أجزاء.
16. تصنيف الزمر البسيطة من نوع 2. تم ذلك من خلال مبرهنة جيلمان-غريس، ب3 عناصر تم استبدالها ب عناصر-p للأعداد الفردية.